# Frederick William Hawtree
 (février 2016).
Si vous disposez d'ouvrages ou d'articles de référence ou si vous connaissez des sites web de qualité traitant du thème abordé ici, merci de compléter l'article en donnant les références utiles à sa vérifiabilité et en les liant à la section « Notes et références ».
Frederick William Hawtree (1916 à Bromley - septembre 2000 à Woodstock est un architecte de golf britannique.
Fred W. Hawtree est un architecte de golf actif principalement entre 1945 et 1980. Il a conçu 80 parcours de golf et est intervenu sur 400 parcours sur quatre continents.
Parmi les réalisations les plus célèbres de Fred Hawtree on peut citer le travail effectué sur les prestigieux golfs anglais du Royal Liverpool (fondé en 1869 - 12 éditions du British Open) et du Royal Birkdale (fondé en 1889 - 10 éditions du British Open). En France, Fed Hawtree a créé ou a remanié une vingtaine de parcours dont certains font partie des golfs les plus prestigieux comme Saint Nom La Bretèche (1959), Fontainebleau (1963), ou Bondues (1967). On peut également citer le Golf de Cornouaille (1959), du Vaudreuil (1961) ou de Domont Montmorency (1966).
Il est né en 1916, à Bromley, dans le Kent en Angleterre. Son père, Frederick George Hawtree (1883 – 1955) avait fondé en 1912 une entreprise de conception et de construction de parcours de golf.
Fred Hawtree a suivi des études de langues modernes à Oxford (Queen’s College) avant de rejoindre l’entreprise de son père en 1938. Pendant la guerre il sert en Indonésie et passera les dernières années du conflit comme prisonnier de guerre. Il a beaucoup voyagé et a développé l’activité de son entreprise en Europe Continentale (Belgique, France, Allemagne, Suisse, Portugal, …), mais aussi au Salvador, au Maroc, ou en Afrique du Sud.
À partir de 1955, à la suite du décès de son père, Fred Hawtree a mis un terme à l’activité de construction pour se concentrer sur la seule conception de parcours de golf. La direction de l’entreprise a ensuite été reprise en 1984 par son fils Martin Hawtree.
À la fin de sa vie il se consacre à l’écriture d’articles de livres. Il meurt en septembre 2000 à Woodstock, en Angleterre.
Il aura été vice-président de la British Golf Greenkeepers’ Association. Il a été en 1971 l’un des cofondateurs de la British Association of Golf Course Architects devenue partie de l’EIGCA (European Institute Of Golf Course Architects).   